# ダヴィド・デュクルティウ
ダヴィド・デュクルティウ（David Ducourtioux, 1978年4月11日 - ）は、フランス・リモージュ出身の元サッカー選手。現役時代のポジションは主にサイドバック。ドゥクルティウとも表記される。

## 経歴
1993年にトゥールーズFCのユースチームでキャリアをスタートさせ、1998年にSCバスティアでプロデビューを果たした。

## 所属クラブ
- SCバスティア 1998-2000
- スタッド・ランス 2000-2002
- CSスダン・アルデンヌ 2002-2007
- ヴァランシエンヌFC 2007-2014
- ガゼレク・アジャクシオ 2014-2017